# كهوف باكسيان
كهوف باكسيان(بالصينية: 八仙洞) هي كهوف ساحلية تقع في مقاطعة تايتونغ في تايوان.

## التاريخ
منذ 10 سنوات، اصدرت حكومة تايوان قانونا للحفاظ على التراث الثقافي، مما أدى إلى منع الاستفادة من الكهوف، ولكن في 22 نوفمبر 2017 تمكنت حكومة المقاطعة أخيرًا من استعادة جميع الكهوف الثلاثين في المنطقة، مما جعلها تستثمر كمعابد أو لدفن رماد الموتى.

## جغرافيا
تتمتع كهوف باكسيان بمظهر متآكل مميز وتشتهر بآثار تعود إلى العصر الحجري القديم، حيث تقع 10 كهوف منها على جرف يبلغ ارتفاعه 100 متر (328 قدمًا) ، ولكل منها حجم وعمق مختلف، وقد كانت الكهوف في الأصل تحت مستوى سطح البحر، مما سمح للأمواج بتشكيلها، لكنها تقع الآن على جرف مرتفع ولذلك فهي تعد دليلا على تغير شكل الساحل الشرقي التايواني.